# Ambasciatori prussiani presso le Città anseatiche

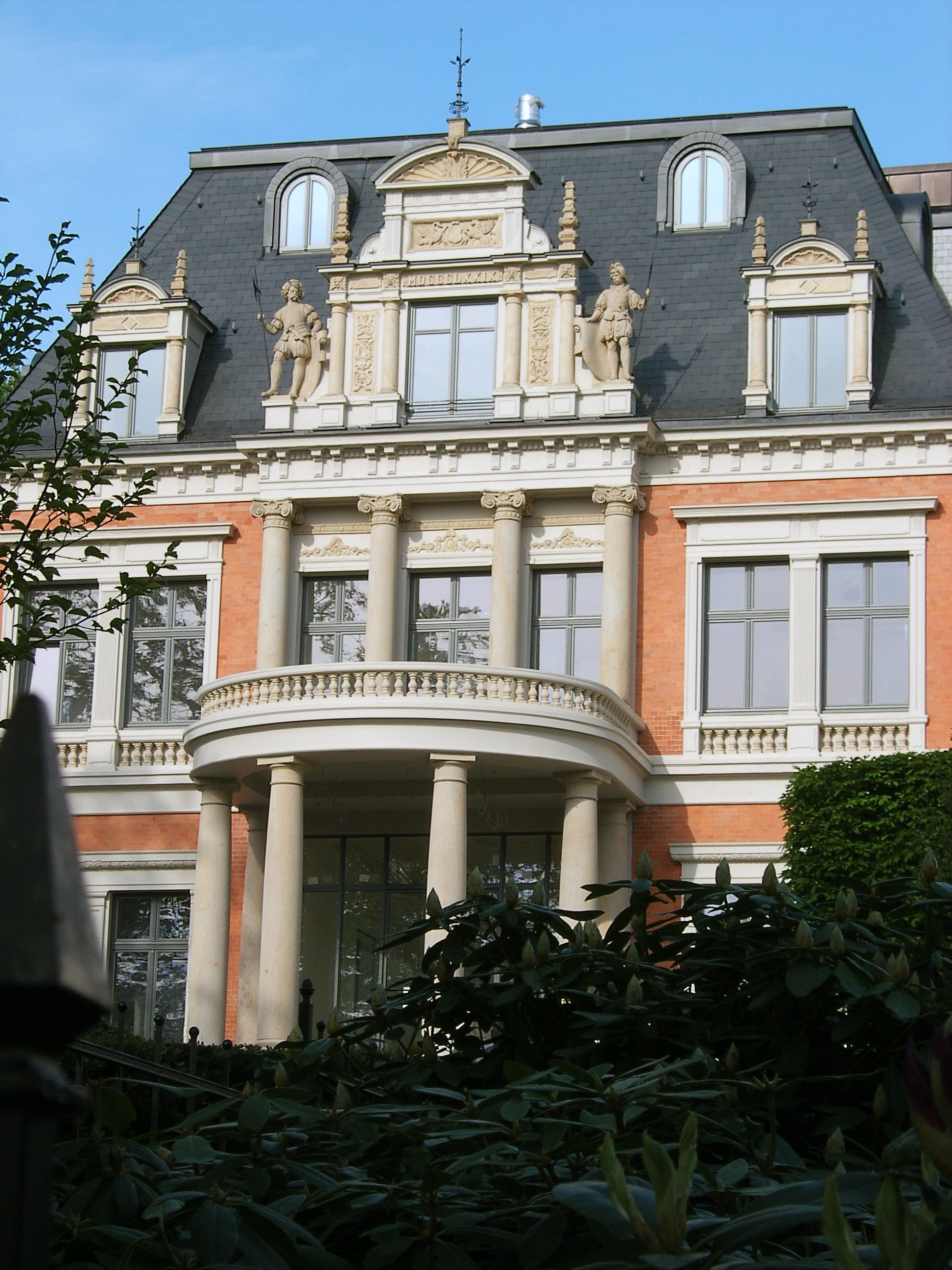
L'ex sede dell'ambasciata prussiana nelle Città anseatiche ad Amburgo.

L'ambasciatore prussiano presso le Città anseatiche era il primo rappresentante diplomatico della Prussia presso le città anseatiche di Amburgo, Brema e Lubecca.
Le relazioni diplomatiche iniziarono ufficialmente nel 1653, e terminarono nel 1919.

## Regno di Prussia
- 1724–1752: Johann Destinon
- 1752–1792: Johann Julius von Hecht
- 1792–1796: Heinrich Philipp Anton von Göchhausen
- 1796–180?: Christian Friedrich Tönne von Lüttichau
- 1804–180?: August Otto von Grote[1]

180?-1814: Interruzione delle relazioni diplomatiche a causa dell'occupazione francese
- 1814–1830: August Otto von Grote
- 1830–1834: Mortimer von Maltzahn
- 1834–1849: Ludwig von Haenlein
- 1849–1859: Carl Albert von Kamptz
- 1859–1867: Emil von Richthofen
- 1867–1869: Carl Albert von Kamptz
- 1869–1872: Anton von Magnus
- 1872–1875: Adalbert von Rosenberg
- 1875–1885: Otto von Wentzel
- 1885–1890: Heinrich von Kusserow
- 1890–1894: Guido von Thielmann
- 1894–1895: Alfred von Kiderlen-Waechter
- 1896–1897: Nikolaus von Wallwitz
- 1897–1901: Paul von Wolff Metternich
- 1901–1906: Heinrich von Tschirschky und Bögendorff
- 1906–1908: Edmund Friedrich Gustav von Heyking
- 1908–1910: Gustav Adolf von Götzen
- 1911–1915: Hans Adolf von Bülow
- 1915–1918: Albert von Quadt zu Wykradt und Isny
- 1919–1919: Adolf Köster

1919: Chiusura dell'ambasciata